# Robert White (diplomat)

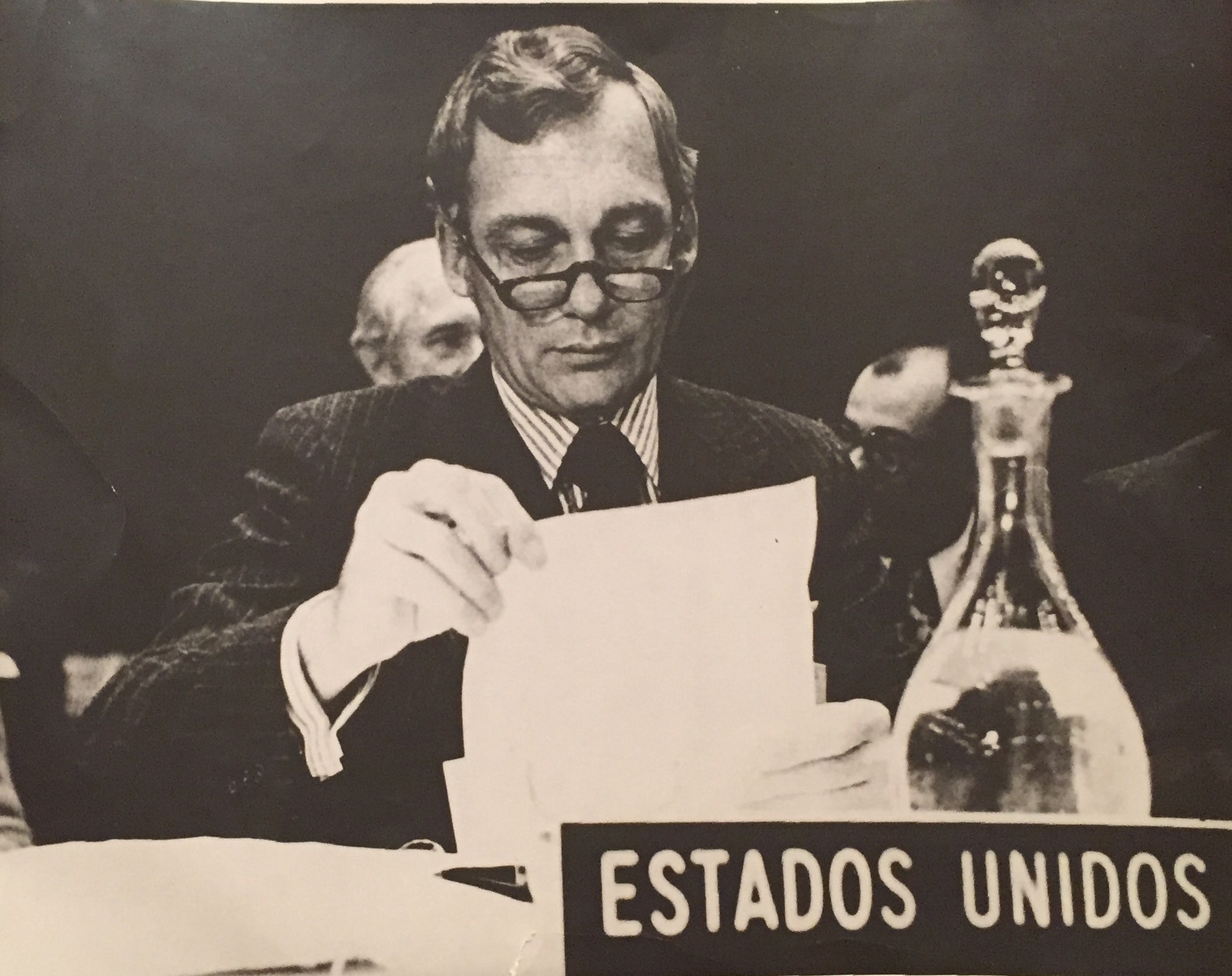
Robert White

Robert White, född 21 september 1926 i Melrose, Massachusetts, död 13 januari 2015 i Alexandria, Virginia, var en amerikansk diplomat. Han var USA:s ambassadör i Paraguay 1977-1980 och i El Salvador 1980-1981.
White var stationerad i San Salvador under inbördeskriget i El Salvador. Han byttes ut efter att Ronald Reagan tillträdde som president. White var kritiskt inställd till USA:s inblandning i Latinamerika.